# Chris Plys
Chris Plys (* 13. August 1987 in Duluth, Minnesota) ist ein US-amerikanischer Curler. Momentan spielt er auf der Position des Third im Team von Olympiasieger John Shuster.

## Karriere
Plys begann seine internationale Karriere als Skip des amerikanischen Juniorenteams bei der B-Weltmeisterschaft 2004 in Tårnby. Nach zwei Teilnahmen bei den Juniorenweltmeisterschaften 2006 und 2007 konnte er 2008 als Skip in Östersund die Goldmedaille gewinnen. Eine Titelverteidigung im darauffolgenden Jahr gelang nicht; Plys gewann mit seinem Team aber die Bronzemedaille. Die nationalen Juniorenmeisterschaften konnte er fünf Mal gewinnen, zuletzt 2009.
Plys gewann am 28. Februar 2009 die US-amerikanischen Olympic Curling Trials mit dem Team von Skip John Shuster, Third Jason Smith, Second Jeff Isaacson, Lead John Benton, und spielte mit diesem Team bei den XXI. Olympischen Winterspielen im Curling. Die Mannschaft konnte wenig überzeugen und belegte mit nur zwei Siegen und sieben Niederlagen den letzten Platz. Im sechsten Draw spielte Plys für den enttäuschenden Skip John Shuster und gewann dieses Spiel gegen Frankreich mit 4:3 Steinen.
Im gleichen Jahr spielte er erstmals bei der Weltmeisterschaft. Als Alternate im amerikanischen Team von John Shuster wurde er Fünfter. Seine nächste Weltmeisterschaftsteilnahme folgte erst 2018, wieder als Alternate im von Rich Ruohonen geführten Team; die Amerikaner kamen auf den sechsten Platz. Seit Mai 2018 spielt er anstelle des zurückgetretenen Tyler George als Third im Team von John Shuster.